# Jehan de Vezelay
Jehan de Vezelay (auch bekannt als Johannes von Jerusalem) ist der Name eines Propheten, der im Mittelalter gelebt haben soll. Ihm werden Prophezeiungen für die Zeit nach dem Jahr 2000 zugeschrieben. Seine tatsächliche Existenz ist zweifelhaft, da vor dem 1994 veröffentlichten französischen Text sein Name und sein Werk nie erwähnt werden.

## Lebensgeschichte
Angeblich war Jehan ein französischer Tempelritter und einer der neun Gründer des Templerordens. Allerdings taucht er in der Liste der Gründer des Templerordens nicht auf. Sein Geburtsjahr wird mit 1042 angegeben, sein Todesjahr mit 1119. Nach einer anderen Version soll er zwar Kreuzfahrer, aber Benediktiner gewesen sein. Behauptet wird, dass Jehan nach dem 1. Kreuzzug ein großes Geheimnis auf dem Jerusalemer Tempelberg entdeckt habe, welches ihn zum Propheten machte.
Die Prophezeiungen wurden 1994 in modernem Französisch veröffentlicht. Sie sollen im KGB-Archiv der Lubjanka von einem angeblichen russischen Professor M. Galvieski (1917–1995) wieder aufgefunden worden sein. Dorthin habe man sie seinerzeit nach Kirchenschließungen, insbesondere des Klosters der Dreieinigkeit in Sagorsk, gebracht. Behauptet wird, dass die gefundenen Niederschriften in das 14. Jahrhundert datiert werden können. Ein mittelalterlicher Originaltext ist nirgends dokumentiert.